# Anomala transversa
Anomala transversa är en skalbaggsart som beskrevs av Lin 1999. Anomala transversa ingår i släktet Anomala och familjen Rutelidae. Inga underarter finns listade i Catalogue of Life.